# Пивоварна Бузлуджа
Вижте пояснителната страница за други значения на Бузлуджа.
„Бузлуджа“ е бивша пивоварна фабрика в Габрово, основана през 1894 г. и прекратила самостоятелното си съществуване през 1926 г.

## История
Пивоварната фабрика „Бузлуджа“ е основана в Габрово през 1894 г. от Стефан Милков (като представител на фирма „Й. Р. Цанков“), Янко Арнаудов, Ив. Н. Халачев и Влаю Гатев. Сградата на пивоварната е изградена в подножието на Бакойски баир, на булевард „Априлов“. По-късно, към 1908 г. фабриката остава изключителна собственост на „Й. Р. Цанков и С-ие“, а Стефан Милков остава управител. Първоначално производството е примитивно и трудоемко. През 1908 г. фабриката се модернизира – монтирани са инсталации и нови съдове, за майстор пивовар е назначен чехът Рудолф Халла. През летните месеци пивоварната дава препитание на около 155 работници.
Стефан Милков Генев (1862 г., Габрово – февруари 1952 г.) е виден габровски предприемач, един от собствениците на казино „Бузлуджа“ (1910 г.) в Габрово, акционер в текстилната фабрика „Фердинанд“, член на комисията по строежа на театрално-библиотечното здание, дарител на габровската библиотека „Априлов-Палаузов“.
През 1895 г. пивоварната фабрика произвежда 18 900 литра бира, продава 6330 литра, като заплаща акциз на държавата в размер на 3165,00 лева. През 1896 г. фабриката произвежда 76 310 литра бира, продава 46 630 литра, и заплаща акциз в размер на 2330,00 лева. През 1897 г. са произведени 72 940 литра, продадени са 45 705 литра и е заплатен акциз 2285,00 лева. През първото полугодие на 1898 г. произведеното количество бира достига 61 220 литра, от които са продадени 53 960 литра и е заплатен акциз в размер на 2699,99 лева.
До 1909 г. фабриката произвежда 300 000 – 450 000 литра годишно, през 1909 – 1910 г. производството е около 550 000 литра годишно и достига своя връх през предвоенните 1911 – 1912 г. – 800 000 литра годишно.
В производството се използват висококачествени суровини и чиста балканска вода от нарочно изградената през 1908 г. чешма в Бакойци (днес квартал на Габрово). Габровското пиво отлежава в изби, издълбани в склона над булеварда. Бирата се предлага на пазара в специално изработени тъмнокафяви и тъмнозелени стъклени бутилки с надпис с релефни букви: Пивоварница „Бузлуджа“ – Габрово.
През 1910 г. съдружниците в бирената фабрика построяват в Габрово модерен хотел-ресторант на бул. „Априлов“, който се оформя по това време. Наричат го казино „Бузлуджа“ – на името на пивоварната. Казиното има ресторант, бирария с градина, театрален салон и модерно обзаведен хотел. Хотелът е със собствено електрическо захранване и инсталирано осветление.
След войните (1912-1913 г., 1915-1918 г.) броят на пивоварните и производството на бира в България се увеличава. Тъй като производство на бира, която е сравнително евтина и популярна, нанася големи поражения на винарската индустрия в страната, правителството увеличава рязко акциза върху бирата. Това положение силно застрашава оцеляването на бирените фабрики. Кризата принуждава собствениците на пивоварни фабрики в България да образуват на 3 април 1927 г. пивоварен картел, в който влизат всички съществуващи към момента 18 фабрики, вкл. и тази в Габрово. По решение на картела се затварят 12 пивоварни фабрики, сред които и габровската пивоварна. Затворените фабрики спират производство и част от тях продължават да функционират само като депозитни складове за продажба на пиво на останалите 6 действащи пивоварни. Създаването на картела не успява да преодолее спада и различията и през 1931 г. пивоварния картел престава да съществува.
Съобразно решението на картела през 1927 г. пивоварната фабрика „Бузлуджа“ прекратява производството на бира.
След закриването, фабрика „Бузлуджа“ се използва за различни цели – известно време там се помещава под наем железарската работилница на Симеон Гърнарев. Постепенно тя е изоставена и сградите ѝ започват да се рушат. 